# Tanja Reichert
Tanja Reichert (Vancouver, Columbia Británica, 19 de septiembre de 1980) es una actriz canadiense.

## Carrera
Empezó a actuar a los 15 años de edad, pero apareció por primera vez en la televisión sólo siete días después de cumplir 17 años, cuándo consiguió el papel de "Shelley-Chica #2" en Breaker High para dos episodios, y ha aparecido en muchos más programas de TVy películas desde entonces.
Pero es probablemente más conicida por su papel en Relic Hunter, como la ayudante de Sydney Fox, Karen Petrusky, en la tercera y última temporada de la serie.
Reichert ha aparecido en películas como Legally Blonde 2: Red, White and Blonde, como la compañera de hermandad de Reese Witherspoon; en Club Dread como la Chef Kelly; en Head over Heels (de Universal) como la agente secreta del FBI y compañera de Freddie Prinze, Jr.; y en Scary Movie (de Miramax/Disney), de los hermanos Wayans.
Otras apariciones notables en televisión de Reichert incluyen sus apariciones especiales en Poltergeist: The Legacy, Beyond Belief: Fact or Fiction, The Immortal (protagonizada por Lorenzo Lamas), y la serie de ciencia ficción de Francis Ford Coppola First Wave. Más recientemente, ha tenido papeles en la popular serie de la CBS CSI: Miami, así como en The Chris Isaak Show.
A finales de 2006 / principios de 2007 apareció en la telenovela de MyNetworkTV, Wicked Wicked Games, como la secretaria Jennifer Harrison.

## Filmografía
| Año       | Película/serie                                   | Episodio(s)                                                        | Personaje                  |
| --------- | ------------------------------------------------ | ------------------------------------------------------------------ | -------------------------- |
| 1997      | Breaker High                                     | 2 episodios – "Rooming Violations" and "That Lip-Synching Feeling" | Chica #2 / Shelley-Girl #2 |
| 1997      | The Christmas List (TV)                          | Suzie (como Tanja Reichart)                                        |                            |
| 1998      | Fatal Affair                                     | Mack's Secretaria                                                  |                            |
| 1998      | Loyal Opposition: Terror in the White House (TV) |                                                                    |                            |
| 1998      | Storm Chasers: Revenge of the Twister (TV)       | Melanie                                                            |                            |
| 1998      | Decepción (TV)                                   | Anita Gallagher                                                    |                            |
| 1998      | Millennium                                       | 1 episodio – "...Thirteen Years Later"                             | Ruby Dahl                  |
| 1998      | Perfect Little Angels (TV)                       | Lois Morgan (como Tanya Reichert)                                  |                            |
| 1998      | First Wave                                       | 1 episodio – "Breeding Ground"                                     | Nikki                      |
| 1998      | The Net                                          | 1 episodio – "Sample"                                              | Chica Rubia                |
| 1999      | Requiem for Murder                               | Lola St. John                                                      |                            |
| 1999      | Cold Feet                                        | 1 episodio – "I've Got a Crush on You, Frigidaire"                 | Trudi                      |
| 1999      | Revenge                                          | TV Periodista                                                      |                            |
| 1999      | Free Fall                                        | Auxiliar de vuelo Holly Nesbitt                                    |                            |
| 1997–1999 | Poltergeist: The Legacy                          | 2 episodios – "Black Widow" and "Unholy Congress"                  | Sally / Suzanne            |
| 1999      | Don't Look Behind You (TV)                       | April Corrigan                                                     |                            |
| 2000      | Beyond Belief: Fact or Fiction                   | 1 episodio – "Caitlin's Candle"                                    | Caitlin                    |
| 2000      | Sanctimony                                       | Eve                                                                |                            |
| 2000      | Scary Movie                                      | Miss Congeniality                                                  |                            |
| 2000      | 2ge+her                                          | 1 episodio – "Fat"                                                 | Roxy                       |
| 2000      | Seven Days                                       | 1 episodio – "Olga's Excellent Vacation"                           | Melissa Torborg            |
| 2000      | Cameras Rolling: 20 Days on Set (TV)             | Ella misma                                                         |                            |
| 2001      | The Meeksville Ghost                             | Isobel Carter/Kate                                                 |                            |
| 2001      | HRT (TV)                                         | Rebecca                                                            |                            |
| 2001      | Head over Heels                                  | Megan O'Brien (como Tanya Reichert)                                |                            |
| 2001      | The Immortal                                     | 1 episodio – "Learning Curve", 2001                                | Melissa                    |
| 2001–2002 | Relic Hunter                                     | 22 episodios                                                       | Karen Petrusky             |
| 2001      | The Making of Relic Hunter III (TV)              | Ella misma                                                         |                            |
| 2003      | Legally Blonde 2: Red, White & Blonde            | Delta-Nu (no acreditada)                                           |                            |
| 2003      | CSI: Miami                                       | 1 episodio – "Hurricane Anthony"                                   | Heather Burton             |
| 2004      | The Chris Isaak Show                             | 1 episodio – "Home Improvement"                                    | Chantal                    |
| 2004      | Club Dread                                       | Kellie                                                             |                            |
| 2005      | Bad Girls from Valley High                       | Charity Chase                                                      |                            |
| 2005      | Kiss Kiss Bang Bang                              | Actriz de película B                                               |                            |
| 2005      | Desperate Housewives                             | 1 episodio – "Color and Light"                                     | Allison                    |
| 2006      | Iron Man                                         | Chica del sueño                                                    |                            |
| 2006      | One on One                                       | 1 episode – "The Reel World"                                       | Sassy                      |
| 2006      | Bottoms Up (V)                                   | Chica de la fiesta #1                                              |                            |
| 2006–2007 | Wicked Wicked Games                              | 46 episodios                                                       | Jennifer                   |
| 2008      | Green Flash                                      | Tina                                                               |                            |
| 2008      | Valentine                                        | 1 episodio – "Piloto"                                              | Courtney                   |
| 2009      | 2 Dudes and a Dream                              | April Stevenson (posproducción)                                    |                            |